# Чорні вівці
«Чорні вівці» — дитяче артвидавництво, засноване 2015 року в Чернівцях письменницею Христею Венгринюк, директором видавництва «Книги ХХІ» Василем Дроняком та президентом Meridian Czernowitz Святославом Померанцевим.
Видавництво спеціалізується на артбуках, білінгвальній та перекладній літературі для дітей.
Головна редакторка — Христя Венгринюк.

## Назва видавництва
Назва видавництва пов’язана з легендою про походження топоніму "Чернівці": місто назвали так після того, як засновники поселення побачили чорних овець, що паслися в тій місцині. Василь Дроняк також додає, що в багатьох мовах це словосполучення тотожне фразеологізму «біла ворона». Видавництво не боїться виділятися, тому сміливо представляє світові свій нестандартний, оригінальний підхід до дитячої книги. 
Ще одна особливість видавництва — чорні овечки є в кожній книжці,  їхня кількість вказує на рекомендований вік читача.

## Проєкти

### Книжки
- "Африканські казки"
- "Ведмеже диво"
- "Велика книжка. Історії для дітей"
- "Гармидер у Дніпрі"
- "Двоє закоханих"
- "День усіх білок"
- "Імператор Абсурдії"
- "Коротка історія технологій, або як зрозуміти свій ґаджет"
- "Легенди Чернівців від Чорної Вівці"
- "Леонард"
- "Майстерня Вендела"
- "Манюній. Велика книжка про маленького слоника"
- "Мій дідусь став привидом"
- "Місце для дракона"
- "Папужка"
- "Пливи, рибо, пливи"
- "Про малого крота, який хотів дізнатися, хто наклав йому на голову"
- "Синя парасоля"
- "Сова, яка хотіла стати жайворонком"
- "Трелі та вушка дракона"
- "У царстві лева"
- "Фантастичні історії на добраніч"
- "Хроніки Архео. Книга I. Таємниця коштовності Нефертіті"
- "Хроніки Архео. Книга II. Скарб атлантів"
- "Чудові історії на добраніч"
- "Ще одна цегла в стіні"
- "Що таке Бог?"
- "Що таке краса?"
- "Що таке любов?"
- "Що таке смерть?"

### Мультфільм
У лютому 2018 року видавництво презентувало мультфільм "Чорні вівці-Чернівці", створений разом із «Лабораторією культури» та учнями студії живопису «МонмАРТр» у рамках воркшопу з мультиплікації та анімації за підтримки програми “Активні громадяни від Британської Ради”.  Мультфільм знятий за мотивами книжки Христі Венгринюк «Легенди Чернівців від Чорної Вівці».

## Автори
Серед авторів, з якими співпрацюють «Чорні вівці» — Ервін Мозер (Австрія), Ейтан Борітцер, Оксана Лущевська (США); Кріс Рідделл (Велика Британія), Агнешка Стельмашик (Польща), Вольф Ерльбрух (Німеччина), Франц Голер (Швейцарія), Леннарт  Гельсінґ (Швеція), Кім Фупц Окесон (Данія),  Сергій Жадан, Ірена Карпа, Галина Вдовиченко, Юрій Винничук, Лариса Ніцой, Анатолій Дністровий, Христина Лукащук, Андрій Тужиков (Україна) та ін.

## Контактна інформація
https://www.facebook.com/ChorniVivtsi/ [Архівовано 22 травня 2019 у Wayback Machine.]